# سيول جدة 2011
سُيُول جدة 2011 سُيُول ضربت مدينة جدَّة في السُّعوديَّة يوم الأربعاء 22 صفر 1432هـ الموافق 26 يناير 2011م وأودت بحياة أكثر من 100 شخص وإصابة مئات آخرين وقطع التيار الكهربائي واستدعت نزول قوات الجيش السعودي والحرس الوطني لنجدة المنكوبين في أكبر عملية إنقاذ تشهدها المملكة العربية السعودية في تاريخها.
ومن الجدير ذكره أن ارتفاع منسوب مياه السيول هذه المرة وصل إلى نسبة قياسية بلغت ضعف النسبة التي سجلت لدى سيول جدة 2009 والتي أودت بحياة 114 نفسًا. ويبلغ معدل الهطل السنوي في جدة 52 ملم وبنسبة تذبذب 88٪ وقال الدفاع المدني السعودي أنه تمكن من نجدة 1451 شخصا بواسطة الفرق الأرضية المنتشرة و467 شخصا من خلال الطوافات المروحية.

## إنذار مبكر
تداركت الرئاسة العامة للأرصاد وحماية البيئة (تحولت إلى هيئة لاحقا) غفلتها عن سيول جدة السابقة وأنذرت بصفة «عاجلة جداً وتسلم حالاً» أمير المنطقة خالد الفيصل من احتمال هطول أمطار متوسطة إلى غزيرة على مكة والطائف وجدة وتمريره إلى الدفاع المدني السعودي. وكانت الإنذارات قد تواترت بصفة تأكيدية قبيل السيول بأربعة أيام.

## مجرى السيول
بلغت نسبة الأمطار 111 ملم، وشكلت سيولاً جارفة شقت طريقها من جبال شرق جدة عبر وادي مريخ ووادي بني مالك الكبير إلى غربها وصولًا للبحر الأحمر قاطعة 13 كم من قلب جدة بقوة عاتية. واستباحت السيول 80٪ من مساحة جدة المأهولة جالة طرقها وأنفاقها مجرى بديلاً للسيول. واستمر الهطل إلى 3 ساعات على مساحة 400 إلى 600 كم2 بكمية هطل بلغت 102 إلى 120 ملم. مما يعني أن جملة الأمطار الهاطلة بلغت 6 إلى 9 مليارات متر مكعب من المياه وهي كمية تعادل نصف الاستهلاك السعودي السنوي من المياه. وجرت هذه السيول من مرتفعات شرق جدة نحو البحر الأحمر.

## التعتيم الإعلامي
واجهت كارثة السيول التي داهمت مدينة جدة في هذه المرة مشكلة التعتيم الإعلامي المفروض من قبل جهات عُليا لمنع نشر كل الحقائق المتعلقة بالأضرار والوفيات وقد وجِه انتقاد شديد إلى القنوات المحلية خصوصاً القناة السعودية الأولى وقناة الإخبارية باعتبارها تابعة لوزارة الإعلام السعودي لعدم تغطيتها للخبر.

## انهيار سد أم الخير
أدت السيول العاتية القادمة من الشرق والتي تجمعت في سد أم الخير إلى انهياره وإغراق الأحياء المجاورة بالمياه. كما نجم عنها إغراق قطاعات واسعة من شرق جدة و وسطها بالسيول مما اربك وتيرة الحياة اليومية على سكان مدينة جدة

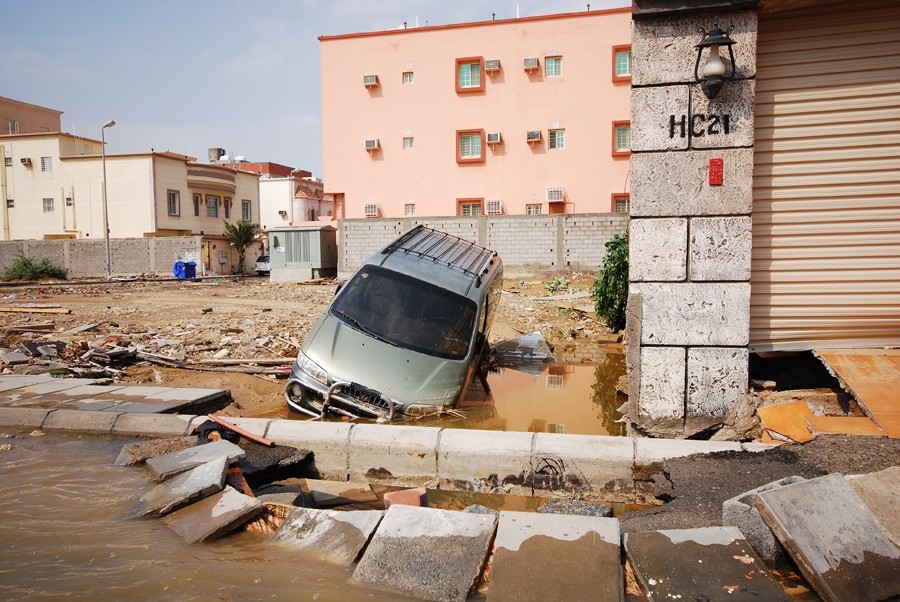
سيارة متضررة من فيضانات جدة 2011

## إيقاف الدراسة
وزارة التعليم أمرت بتعليق الدراسة بمدارس محافظة جدة لمدة أسبوع. كما أيضاً أجلت الاختبارات النهائية للفصل الدراسي الأول في المدارس وفي جامعة الملك عبد العزيز.

## تعطل حركة السير والملاحة
أعلن الدفاع المدني السعودي مع أمانة جدة عن غرق أكثر من 40 موقعاً في المدينة وتوقف الملاحة في ميناء جدة الإسلامي.

## دعم معنوي
أعلنت شركة الاتصالات السعودية دعمها للمنكوبين عبر فسح المكالمات الهاتفية دون مقابل لأهالي جدة تقديراً لحاجتهم للتواصل المحموم حينئذٍ، وبلغت عدد المكالمات الهاتفية المجانية في ذلك اليوم 90 مليون مكالمة قيمتها الإجمالية تناهز 210 مليون ر.س.

## مطالبات شعبية
عقب الكارثة تصاعدت أصوات تدعو إلى الاحتجاج على سوء البنية التحتية في جدة والتمييز الطبقي حيث ذكرت الأنباء أن طوافة إنقاذ قامت بإجلاء طالبة من العائلة المالكة وتركت بقية الطالبات يواجهن مصيرهن المجهول في كلية دار الحكمة في مدينة جدة. إثر ذلك اعتقلت الحكومة السعودية يوم الجمعة التي أعقبت السيول 30 شخصاً من أصل مائة بدأوا مظاهرة من شارع التحلية في جدة مطالبين بتحسين البنية التحتية وتغيير النظام السياسي الراهن. و من ناحية أخرى، أمر العاهل السعودي حينذاك الملك عبد الله بن عبد العزيز ( رحمه الله ) ، بحصر الأضرار لتعويض المتضررين.

## الأضرار والوفيات
أودت السيول بحياة أكثر من 150 أشخاص وإصابة 114 آخرين في مناطق مختلفة، وحتى هذه اللحظة لم تعلن تكلفة تقديرية لكمية الخسائر التي تسببت بها السيول لكن هناك جزم بأن الخسائر كبيرة نظراً لعدد الطرقات والمباني والسيارات التي شوهدت وهي متلفة تماماً بعد انحسار الماء جزئياً.